# Dziewica Orleańska (obraz Jana Matejki)
Dziewica Orleańska, inaczej Wjazd Joanny d’Arc do Reims – obraz Jana Matejki ukończony w 1886, namalowany techniką olejną na płótnie, przedstawiający wieloosobową kompozycję historyczną, ukazującą wjazd Joanny d’Arc (zwanej również Dziewicą Orleańską), bohaterki narodowej Francji (z okresu wojny stuletniej), do Reims w 1429 po odniesionym nad Anglikami zwycięstwie pod Orleanem dnia 17 lipca. Jan Matejko przedstawia natomiast wydarzenie z nocy 27 lipca, kiedy Joanna d’Arc prowadzi wśród wiwatującego tłumu orszak królewski ku katedrze w Reims, gdzie następnie ma się odbyć koronacja Karola VII na króla Francji. Jest to niewątpliwie streszczenie celu jej życia: zdobycie niepodległości ojczyzny oraz uwolnienie jej spod panowania angielskiego. Jest to największe płótno namalowane przez Matejkę, ma powierzchnię 484 × 973 cm.
Obraz stanowił własność artysty jeszcze w 1894, lecz w 1897 zakupił go Edward Aleksander Raczyński do swojej galerii w Rogalinie, której wielkość była dopasowana do wielkości tego obrazu. W 1939 płótno złożone zostało przez jego syna, Rogera Adama Raczyńskiego, w Muzeum Wielkopolskim w Poznaniu. Eksponowany obecnie w Galerii Rogalińskiej, znajdującej się przy pałacu Raczyńskich w Rogalinie, będącej działem Muzeum Narodowego w Poznaniu.

## Opis obrazu
Scena rozgrywa się w nocy, w nawiązaniu do prawidłowości przedstawianego historycznego wydarzenia. Joanna d’Arc, główna bohaterka, umieszczona została w centrum obrazu, ukazana tradycyjnie w zbroi i płaszczu. Jedzie na koniu trzymając sztandar, pod którym zwyciężała wojska angielskie oraz trzyma miecz, będący zapewne tym, który znalazła za ołtarzem św. Katarzyny w Fierbois (według legendy). Jej wzrok jest skierowany ku górze, gdzie unoszą się: św. Małgorzata, Michał Anioł i św. Katarzyna, jako symboliczne ukazanie religijnego źródła jej patriotycznej siły wraz z późniejszą męczeńską śmiercią, w późniejszym czasie została bowiem przechwycona przez Anglików i spalona na stosie w 1431 Święte postacie niebiańskie nadają siłę moralną Joannie, jedna bowiem ofiaruje jej lilię, druga modli się, aby wytrwała w tej ciężkiej chwili, która nastąpi wkrótce, co jest również subtelnie ukazane poprzez małe elementy, takie jak spadająca kometa w lewej, górnej części obrazu.
Obraz ponadto mieści orszak wieloosobowy, sunący równolegle do płaszczyzny obrazu, na którego czele znajduje się Artur Richemont z obnażonym mieczem w dłoni, a obok niego Jan Dunois z królewską koroną. Za nimi jedzie Joanna, potem konny orszak królewski: arcybiskup Reims (Guillaume Jouvenel des Ursins) oraz para monarsza pod baldachimem: przyszły król Karol VII i Maria d’Anjou. Za nimi w pełnej zbroi widoczny jest Jean Poton de Xaintrailles, Agnieszka Sorel (późniejsza faworyta króla) oraz na siwym koniu Duc d’Angouleme.
Na pierwszym planie wyłania się chłopczyk trzymający pochodnię, spostrzegający wzniosłość wydarzenia, lecz nie do końca zdający sobie sprawę z tego, co widzi. Cały tłum na obrazie jest bowiem zaprzątnięty “ziemskimi” myślami, nie widzi świętych i nie przeczuwa nawet ich obecności. Zgromadzenie, z którym styka się główna bohaterka składa się z różnorodnych stanów, żywiołów, wartości moralnych. Joanna otoczona tłumem rozmaicie ukazanych, różnych ludzi o różnych wrażeniach twarzy w taki sposób, że nie jest nawet w stanie się ruszyć. Mamy do czynienia z całokształtem ówczesnego ludu i jego względem niej zachowanie, a także z nadprzyrodzonymi zjawiskami, będące połączone z życiem Joanny, stanowiące symbole przyszłego jej losu. Obraz funkcjonuje w takim razie jako swoista całość dziejowa. Jego główna myśl obrazu jest religijna, a także podsumowuje jej żywot w jednym ujęciu, jako źródło i następstwo czynów nie tylko Joanny, lecz jej całego otoczenia.
Oświetlenie obrazu podzielone jest na dwa segmenty. Z góry oświetlenie symbolicznie niebiańskie, skierowane głównie i w pełni na Joannę, włączając twarze monarchów, którym poświęciła swoje życie. Drugim elementem zapewniającym światłocień jest blask pochodni wobec reszty, spora bowiem ilość uczestników tłumu je posiada. Ma to symbolizować blask ziemski, zepsucie ludzi – w owym czasie we Francji panował bowiem upadek moralności i rozwiązłość obyczajów.
Oświetlenie stanowi tutaj więc wymiar symboliczny, poza tym jest wieloetapowe. Oprócz podziału na światło ziemskie i niebiańskie, występuje również na strony obrazu. Lewa charakteryzuje się bardziej zimną, ciemną kolorystyką, przechodzącą dalej stopniowo w jaśniejszą aż na środek, który jest najjaśniejszy, ma bowiem za zadanie skupić na sobie uwagę widza, jest zarówno centrum obrazu, jak i przedstawianych na nim wydarzeń.
Dzieło spotkało się z pewną marginalizacją w społeczeństwie polskim, nie ukazuje bowiem epizodu z historii Polski, mimo że na poziomie alegorycznym odnosi się do ówczesnych jej losów, dodatkowo został wręcz zalany ogromną falą krytyki ze strony recenzentów francuskich, a także polskich, w tym pierwszego monogramisty Matejki, Stanisława Tarnowskiego oraz Stanisława Witkiewicza. Nadało to swoisty ton późniejszej percepcji postrzegania obrazu, przyczyniając się niejako do niskiej popularności dzieła z założenia samego autora najwybitniejszego.

## Proces powstania obrazu
- Czerwiec 1883: informacje od Matejki do Gorzkowskiego: […] po ukończeniu obrazu Sobieskiego [Jan Sobieski pod Wiedniem] rozpocznie malować obraz Joanny d’Arc, jako dopełnienie tego wyższego natchnienia, które Bóg daje wybranym dla zbawienia kraju[2].
- Październik 1883: […] malowanie szkicu jako pierwszego pomysłu do wielkiego obrazu Joanny d’Arc […][2]

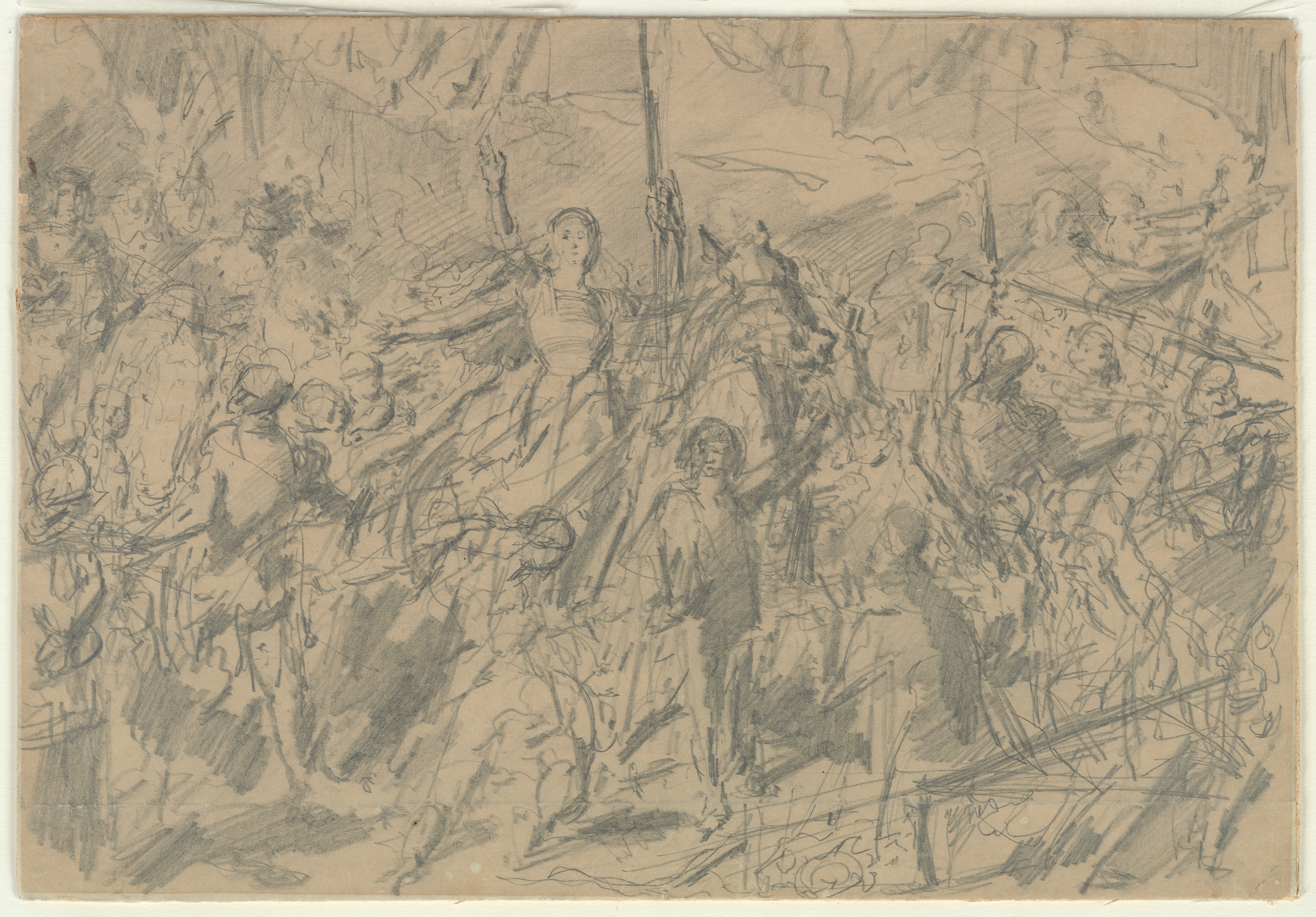
Szkic kompozycyjny do obrazu Dziewica Orleańska

- Grudzień 1883: […] przygotowawcze projekty do obrazu Joanny d’Arc, bo to go najbardziej wtedy zajmowało; rozpatrywał się w utworach najdawniejszej sztuki dla przejęcia się i duchem czasu, i pojęciem malarstwa owych wieków.[2]

- Styczeń 1884: […] cała jedna strona pracowni była tym wielkim płótnem tak szczelnie zapełnioną, że patrząc na nie dopiero się miało wyobrażenie, jaka to olbrzymia praca oczekuje artystę […] dnia 26 stycznia […] przybył do pracowni i węglem rysował na płótnie te osoby, które w obrazie Joanny d’Arc znajdować się miały; miara obrazu 950 × 450 cm. […] Dnia 15 lutego wszystkie postacie w obrazie Joanny d’Arc były, jak zwykle robił, przeciągnięte farbą […] a całość jego była najdokładniej już zrozumiałą; […][2]
- Marzec 1884: W połowie marca wszystkie osoby na wielkim obrazie Joanny d’Arc tak były […] podmalowane, iż obraz na pierwszy rzut oka wydawał się prawie skończony, a wszystko to, licząc dokładnie, artysta wykonał w przeciągu czterech tygodni! W ogóle artyści pojmowali dotąd postać Orleańskiej Dziewicy jako osobę ściśle tylko historyczną; Matejko nie podziela tego, on pojmuje tę prostą, wiejską, nie umiejącą czytać dziewczynę jako zjawisko natchnione od Boga, jako posłanniczkę z nieba, jako świętość, której towarzyszą trzy niebieskie postacie. Ona je widzi jako osoby ruszające się, mówiące, jako osoby żyjące razem z nią wśród ludzi na ziemi, i tak też pojął je Matejko[2].
- Czerwiec 1884: Gorzkowski sprowadza modeli do pozowania na obrazie:
  - Helena (córka artysty – głowa Joanny),
  - Helena Sanguszkówna (dama w ciemnej sukni na dole obrazu)
  - Łuszczkiewiczówna – głowa święta w górze
  - Schongut – Agnieszka Sorel
  - Do tego hrabia Wielopolski, Cichocki, Maria Bołoz-Antoniewiczówna + córka i syn Gorzkowskiego[2]

- Listopad 1884: […] zawzięte malowanie obrazu […] ciągle brakowało żywych modeli[2].
- Marzec 1885: wzory do malowania obrazu ze skarbca na zamku królewskim – antyki, m.in. korona króla Kazimierza Wielkiego[2]
- Luty 1886: wielkie osłabienie zdrowotne artysty, mimo to dalsza praca[2]
- 26 maja 1886: ostateczne zakończenie pracy nad Dziewicą Orleańską, następnego dnia odbyła się premiera w Sukiennicach[2]
- Listopad 1886: Matejko narysował główki objaśniające do osób znajdujących się na obrazie[2]

1 – Archanioł Michał, 2 – Katarzyna Aleksandryjska, 3 – Małgorzata z Kortony, 4 – Joanna d’Arc, 5 – Karol VII, 6 – Maria d’Anjou (królowa francuska), 7 – Juvénal des Ursins, 8 – Agnès Sorel, 9 – Jean Poton de Xaintrailles, 10 – Duc d’Angoulême, 11 – Jean de Dunois, 12 – Artur III Bretoński

## Przygotowania

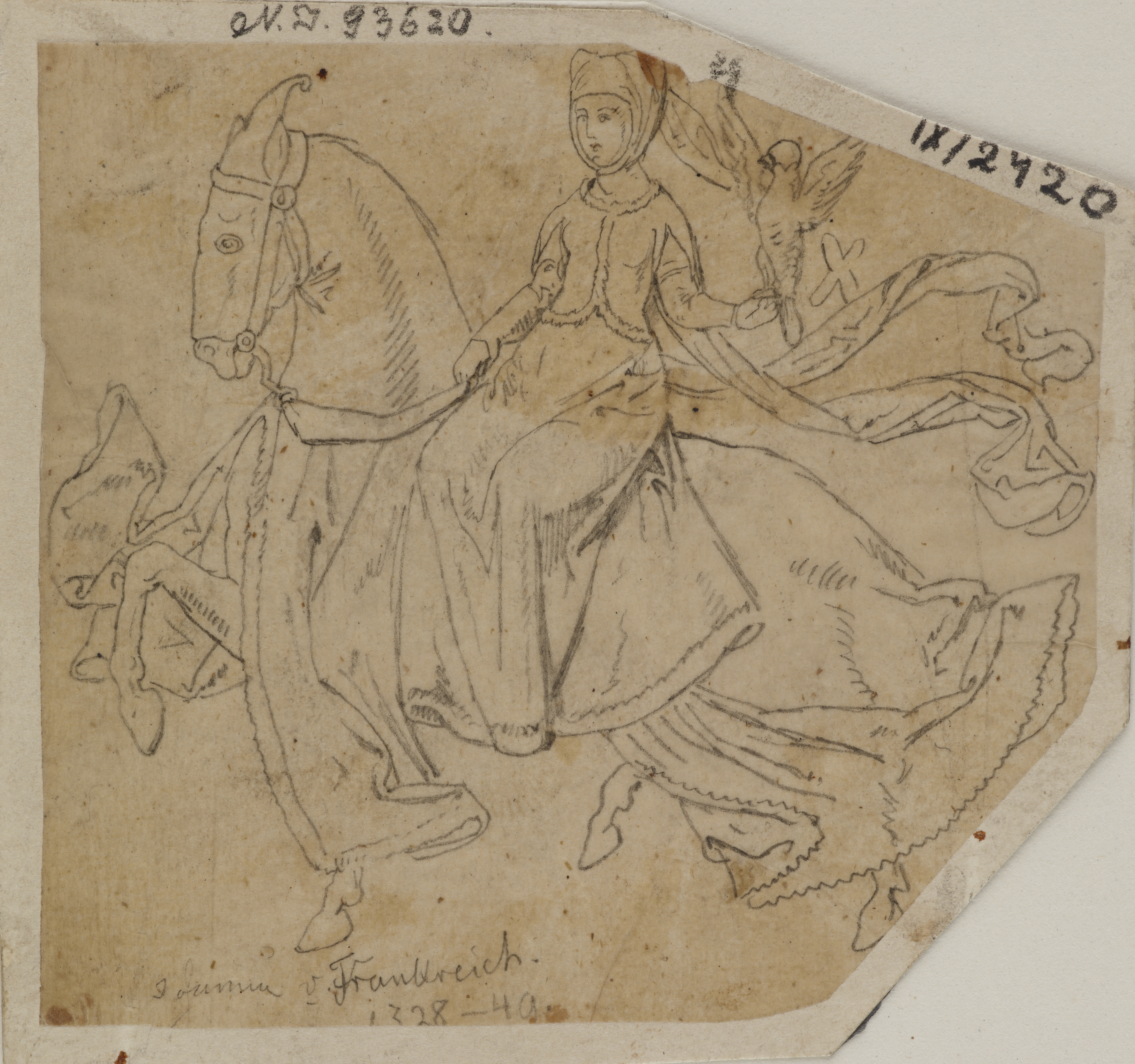
kopia z ryciny - kobieta na koniu w stroju średniowiecznym

Matejko, chcąc dogłębnie poczuć ducha i uzyskać pełne wyobrażenia czasu, podjął się żmudnych studiów historycznych, przygotowawczych do namalowania obrazu w Bibliotece ks. Czartoryskich, gdzie […] kalkował ze starych rękopisów dawne francuskie bitwy i turnieje, studiował francuskie miniatury, badał ich artystyczny rodzaj i charakter, ażeby wczuć się w epokę XIV w. i patrzeć okiem człowieka z tych czasów.
W rezultacie, jak to skwitował Gorzkowski, […] obraz jest wcieleniem średniowiecznej poezji, podnosząc waleczną dziewicę do sfery ówczesnych pojęć i ideałów.
Pojawiają się jednak, mimo wszystko, zgodne ze swoistym stylem Matejki, pewne sprzeczności: […] na prawo gotyk, w środku obrazu renesans, a to połączenie różnych stylów jest mimo tego harmonijne. Jest to zamierzenie w pełni przez mistrza przewidziane, jako że wykazuje on sporą tendencję do symbolicznego, czasem wydawać by się mogło, nieracjonalnego, “mieszania” okresów, stylów, symboli i przedstawień.

## Krytyka francuska

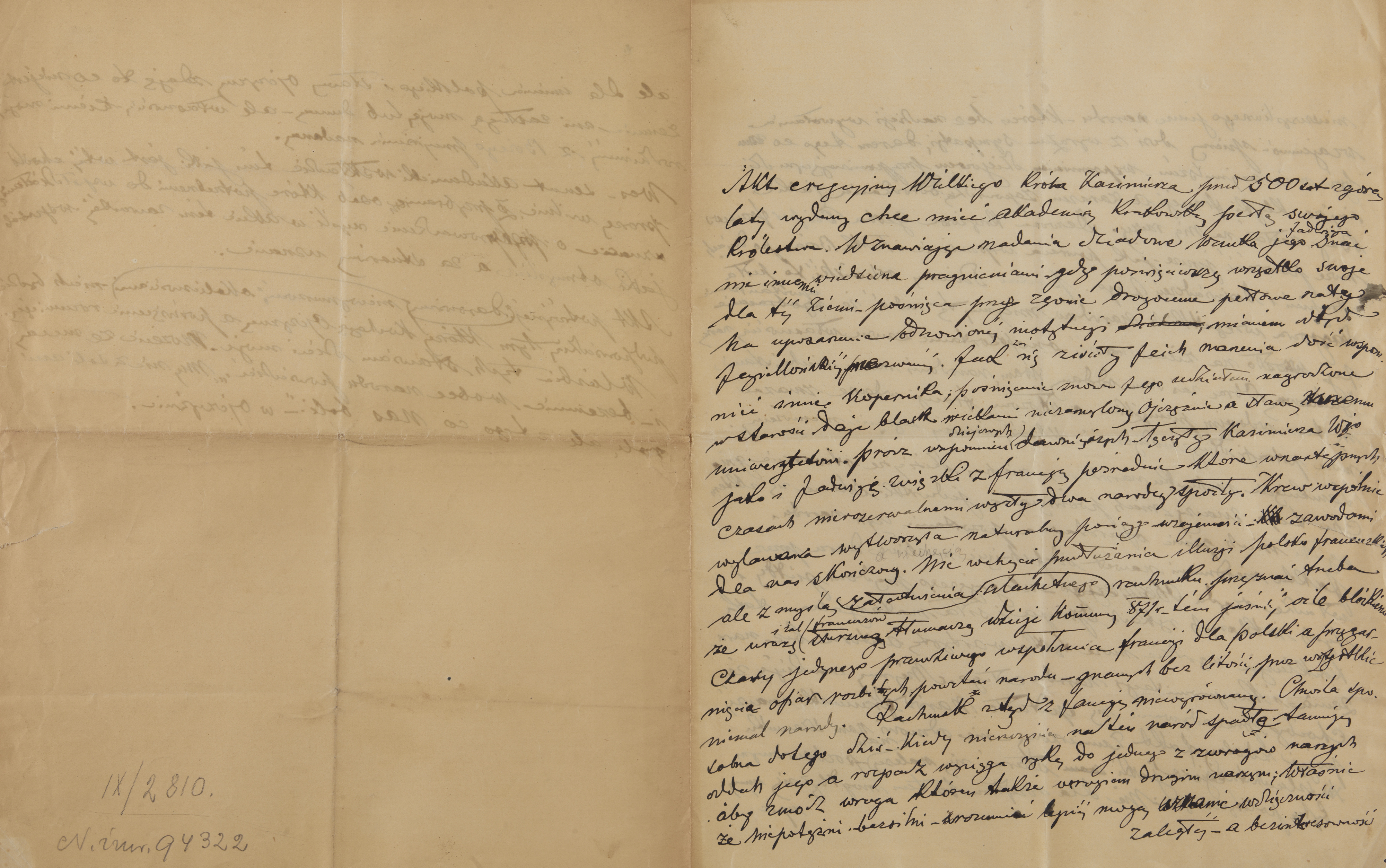
Brulion napisany przez Jana Matejkę w sprawie przekazania obrazu Dziewica Orleańska narodowi francuskiemu

W czerwcu 1887 roku Matejko zapragnął przekazać Francji obraz jako swego rodzaju ofiarę wobec narodu francuskiego za wielokrotną pomoc i gościnność wobec Polaków, m.in. podczas emigracji. Napisał więc własnoręcznie komunikat z owym zamiarem, chcąc opublikować go w czasopiśmie Czas, co mu nie z niewyjaśnionych powodów nie powiodło. Został finalnie wystawiony w Paryżu, nieprzychylnie przez Francuzów przyjęty, pojawiały się nawet szydercze komentarze i opinie.
- A. Wolff, Le Figaro, 30 IV 1887: Jeszcze nigdy ten człowiek prawdziwego talentu nie był tak źle inspirowany[3].
- G. Lafenestre, Revue des deux Mondes, 1 VI 1887: potępienie anachronizmu Matejki, który wprowadza postacie przyodziane w kostiumy z Antwerpii i Augsburga oraz dodawał [Matejko], że [...] nikt już nie ma serca do tych teatralnych fantasmagorii, które stanowią ostatni błysk zamierającej już sztuki[3]
- P. Lafage, Le Soir, 26 V 1887: Mamy wstręt do tłumów […][3]
- Meurville, Gazette de France z 11 V 1887: Joanna d’Arc to po prostu [...] młodożeniec, który wjeżdża jako fertyczny triumfator i uśmiecha się do dam wspartych o balkony[3]
- Marcello, Le Telegraphe, 1 V 1887: Matejko – który zawdzięcza swą Joannę d’Arc miernemu (mediorce) Rubensowi i lichemu Makartowi […][3]'
- Paul Mantz, Le Temps, 15 V 1887: porównuje obraz z tkaniną, w której zmieszano czerwoną wełnę z żółtym jedwabiem – potępienie obrazu jako całości, tłumacząc rzeczowo jego wady, ale chwali jego fragmenty: Obraz ten, pocięty na drobne części, mógłby uszczęśliwić 20 muzeów![3]

## Szkic do obrazu
Namalowany w sposób ekspresyjny techniką olejną na dębowej desce o wymiarach 68 x 105 cm, sygnowany w dołu pośrodku: JM rp 1883 z dedykacją na odwrocie: 
Jej Cesarsko - Królewskiej Wysokości Arcyksiężnej | STEFANII | Orędowniczce i Opiekunce wdzięcznych a przywią | zanych do Dziewicy Orleańskiej Ku | pamięci dnia 28 czerwca 1887 | w Hołdzie najgłębszym składa | Jan Matejko | w Krakowie
Wykonany został jako dar artysty dla, jak wskazuje dedykacja, arcyksiężnej Stefanii, żony arcyksięcia Rudolfa Habsburga, podarowany podczas ich wizyty w jego pracowni w 1887 r. Zakupiony został następnie w 1933 roku przez polską Pocztową Kasę Oszczędności w antykwariacie H. Liona w Marienbadzie i następnie ofiarowany Muzeum Narodowemu w Krakowie, w którego zbiorach znajduje się do dziś.

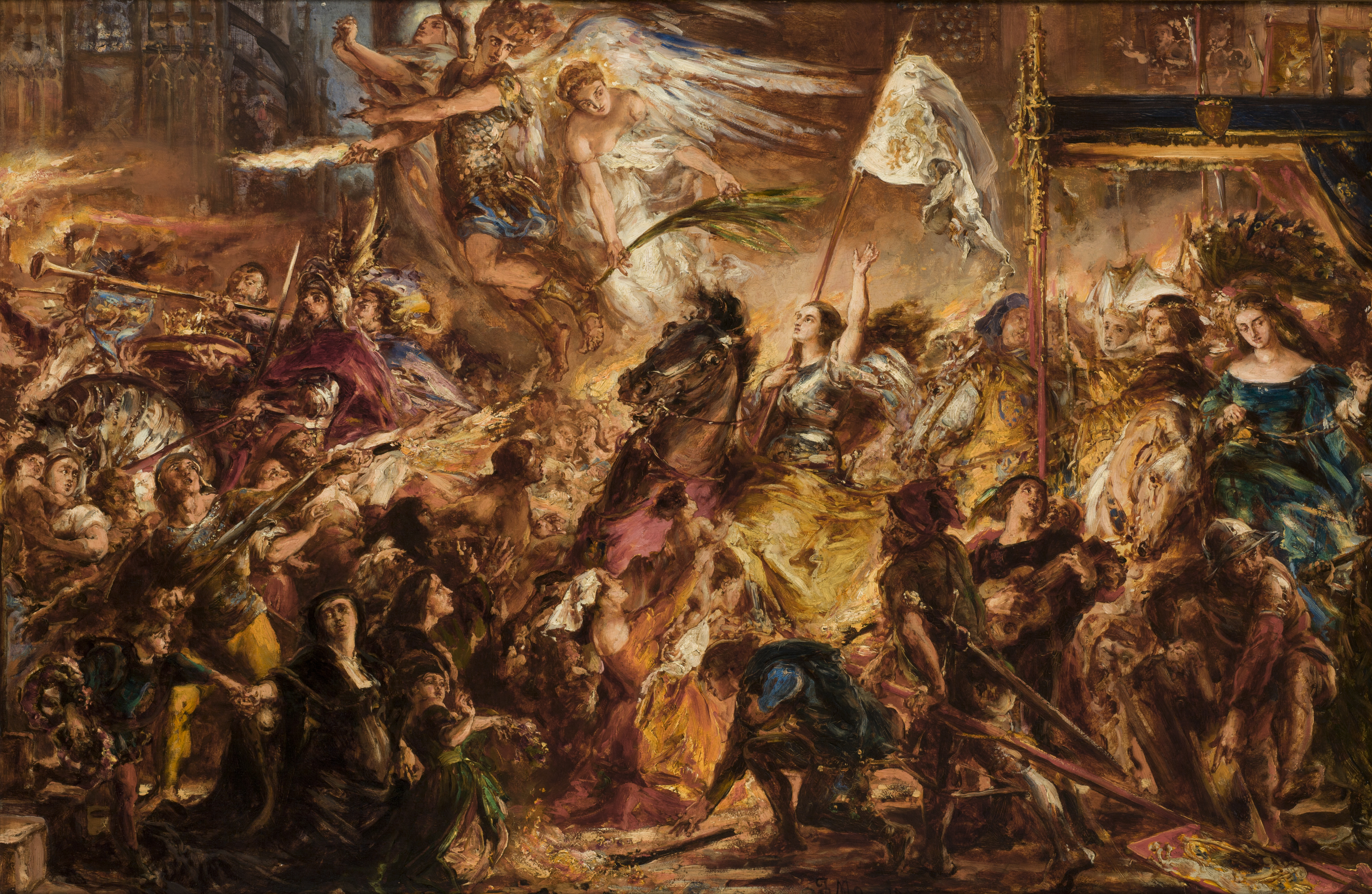
Szkic do obrazu Dziewica Orleańska, Jan Matejko, 1883

Szkic stanowi pierwowzór do oryginalnego obrazu, wykazuje jednak pewne różnice. Kompozycja jest bowiem bardziej zagęszczona, co poskutkowało większą ilością postaci na powierzchni, wprowadzając niejaki chaos. Występują tutaj oczywiście wszystkie kluczowe postacie historyczne, wyjątkiem Duca d'Angouleme, który został dodany do finałowego dzieła. Prawie wszyscy uczestnicy wydarzenia przedstawieni zostali w odmiennych, niż finalnie można zobaczyć pozach, a także reprezentują odmienny typ fizjonomiczny. Szkic, spontanicznie i sumarycznie potraktowany, wyraźnie różni się od dzieła dobitniej zaakcentowanym nastrojem zgiełku, żywiołową fakturą oraz cieplejszą gamą kolorystyczną. Należy mieć na uwadze, że owy szkic jest jednak tylko koncepcją, swoistym ukierunkowaniem pewnych elementów konstrukcyjnych, stanowi twórcze poszukiwanie rozwiązań strukturalnych, inspirację, jest to stymulacja procesu twórczego, doprowadzającego do finalnego efektu.

## Wystawy
- 1886 Kraków, Muzeum Narodowe, Sukiennice
- 1886 Berlin, Berliner Jubilaums-Kunstausstellung
- 1886 Poznań
- 1886 Warszawa, Towarzystwo Zachęty Sztuk Pięknych
- 1886 Warszawa, Salon Gracjana Ungra
- 1887 Wiedeń, Osterreichischer Kunstverein
- 1887 Monachium
- 1887 Paryż, Salon au Palais des Champs-Elysees
- 1887 Bruksela
- 1888 Monachium, Jubilaums-Kunstausstellung
- 1890, 1891, 1892, 1893 Kraków, Towarzystwo Przyjaciół Sztuk Pięknych
- 1894 Lwów, Pawilon Jana Matejki na Powszechnej Wystawie Krajowej
- 1901 Kraków, Towarzystwo Przyjaciół Sztuk Pięknych[4]